# Johannes Viljoen

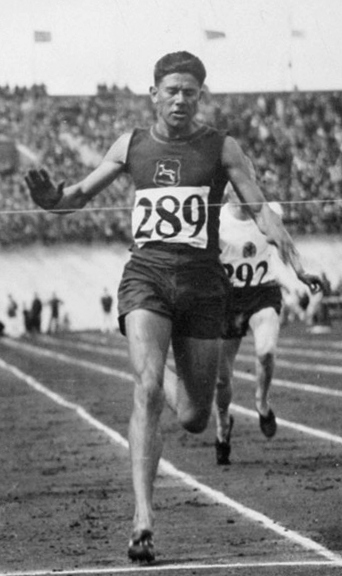
Johannes Viljoen 1928

Johannes Viljoen (Johannes Hendrikus „Snaar“ Viljoen; * 11. Januar 1904 in Hanover; † 3. September 1976 in Centurion) war ein südafrikanischer Leichtathlet.
Bei den Olympischen Spielen 1928 in Amsterdam erreichte er über 100 m das Viertel- und über 110 m Hürden das Halbfinale. Im Weitsprung und Dreisprung schied er in der Qualifikation aus, den Zehnkampf brach er nach sieben Disziplinen ab.
1930 siegte er bei den British Empire Games in Hamilton im Hochsprung, gewann Bronze im Weitsprung und wurde Vierter über 120 Yards Hürden. Bei den British Empire Games 1934 in London erreichte er im Finale über 120 Yards Hürden nicht das Ziel.

## Persönliche Bestleistungen
- 120 Yards Hürden: 14,6 s, 15. April 1933, Kapstadt
- Hochsprung: 1,90 m, 21. August 1930, Hamilton
- Weitsprung: 7,50 m, 31. August 1929, Bloemfontein